# Mathew Manakkarakavil
Mathew Polycarpos Manakkarakavil (ur. 10 listopada 1955) – indyjski duchowny syromalankarski, biskup pomocniczy archieparchii Trivandrum w latach 2022–2025, biskup eparchii Mavelikara (nominat).

## Życiorys
Święcenia kapłańskie przyjął 18 grudnia 1982. Pracował przede wszystkim jako duszpasterz parafialny. Był także wykładowcą i przełożonym Mar Ivanios College oraz protosyncelem archieparchii Trivandrum.
7 maja 2022 otrzymał nominację na biskupa pomocniczego archieparchii Trivandrum oraz biskupa tytularnego Canatha. Sakry udzielił mu 15 lipca 2022 arcybiskup Baselios Cleemis Thottunkal. 
30 maja 2025 papież Leon XIV zatwierdził jego wybór na biskupa eparchii Mavelikara.